# کلوئی ژاکه
کلوئی ژاکه (فرانسوی: Chloé Jacquet‎؛ زادهٔ ۱۷ آوریل ۲۰۰۲) بازیکن راگبی ۷ نفره زن اهل فرانسه است.
وی در مسابقات کشوری و بین‌المللی در مجموع برندهٔ ۱ مدال نقره شده‌است.